# Muhammad Al Ghâlî
Mohammed al Ghali, de son nom complet Mohammed al-Ghâlî Abou Talib al-Chérif al-Hassani, est un maître soufi de la confrérie Tijaniyya. Originaire de Fez au Maroc, il est mort en 1828 à La Mecque.

## Biographie
Il est considéré comme l'un des premiers disciples de Ahmed Tijani. Il reçut de lui la récitation (wird) et resta à ses côtés durant trente ans avant que celui-ci ne lui ordonne de quitter Fèz. Il part alors avec sa famille et s'installe à La Mecque. C'est au cours d'un pèlerinage à La Mecque qu'il initia El Hadj Omar.